# 克萊沃城堡

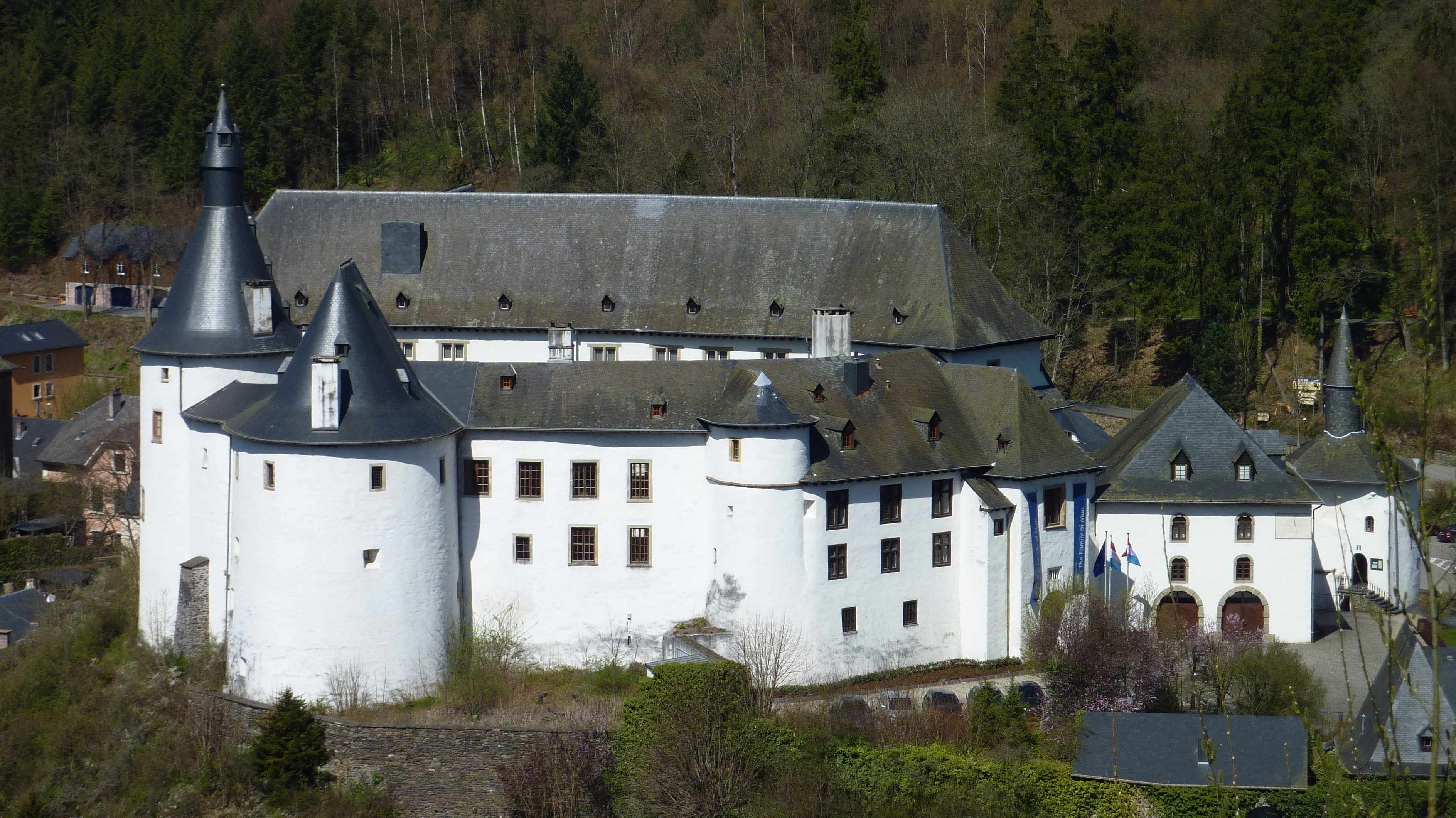
克莱沃城堡外观

克萊沃城堡（盧森堡語：Schlass Klierf，德語：Schloss Clerf，法語：Château de Clervaux）是位於盧森堡城市克萊沃附近的一座修建於12世紀的城堡建築。二戰期間城堡曾經被毀，現已得到重建。現在克萊沃城堡是一座博物館。